# Mosonudvar
Mosonudvar é um município da Hungria, situado no condado de Győr-Moson-Sopron. Tem 1,57 km² de área e sua população em 2015 foi estimada em 421 habitantes. Em 3 de outubro de 2010, tornou-se uma vila independente do município de Mosonmagyaróvár.